# Menšina
Menšina jako sociologický, politologický a kulturně antropologický pojem označuje dobře vymezenou skupinu osob, jež se odlišuje od okolní "většinové" společnosti a obvykle se i sama jako skupina chápe. Například lidé se zelenýma očima jsou sice "v menšině", ale menšinu v tomto sociologickém smyslu netvoří, pokud se o nich nezačne veřejně diskutovat, nezačnou se sdružovat, případně vytvářet nějakou reprezentaci. Status menšiny je ovšem závislý na celku, vůči němuž se jako menšina vymezuje: například Korsičané jsou na Korsice naprostou většinou, kdežto menšinou v rámci Francouzské republiky. Tomu odpovídá rozlišení:
- statistická menšina, daná pouze určitými charakteristikami jednotlivých osob,
- sociálně-psychologická menšina, jež se obvykle sama jako menšina chápe, případně i organizuje.

## Druhy menšin
Významné druhy sociálně-psychologických menšin jsou:
- národnostní menšina, úředně uznávaná etnická menšina;
- etnická menšina, obvykle vymezená jazykem a kulturou;
- náboženská menšina, určená náboženským vyznáním;
- jazyková menšina, pokud není zároveň i menšinou etnickou (například francouzsky a italsky hovořící obyvatelé Švýcarska).

Metaforicky se kromě toho hovoří o "menšinách" mladých lidí, vysokoškoláků a podobně. Historik Arnold Joseph Toynbee rozlišuje tvořivé a dominantní menšiny. OSN dělí menšiny, kterým náleží menšinová práva takto:
1. Národnostní menšinou rozumíme menšinu jiného národa, která realizuje právo sebeurčení mimo tento stát, přičemž podmínkou je občanství státu, kde jako menšina žije. Jinak jde jen o cizince pobývající v tomto státě. Taková menšina má jen menšinová práva a nemá práva sebeurčení. Platí to i pro ostatní případy níže uvedených menšin. Např. Maďarská menšina na Slovensku, jejíž příslušníci mají státní občanství Slovenské republiky.
2. Etnická menšina je národem, který není státotvorný. Buď je příliš malý - např. Lužičtí Srbové v Německu, Kašubové v Polsku, Rétorománi ve Švýcarsku nebo Romové, kteří jsou relativně národem početným, ale žijí roztroušeně na území celé řady států, nemají vymezené území, a proto nejsou státotvorní. Dříve to byl případ židovského národa, až do doby vytvoření státu Izrael.
3. Náboženskými menšinami rozumíme menšiny jiných náboženství ve státech, kde tvoří menšinu. Např. vyznavači islámu ve Francii či v Německé spolkové republice apod.
4. Jazykové menšiny jsou menšiny stejného národa užívající různé jazyky. Např. Ukrajinci na Ukrajině užívající jako jazyk ruštinu, jiným příkladem jsou Švýcaři užívající jako mateřský jazyk francouzštinu či italštinu.

Pozn. Menšiny nemají obecně právo sebeurčení, to má jen národ bez vlastního státu nebo místa, kde je o své vlastní vůli ochoten realizovat svoje právo na sebeurčení.

## Problémy menšin
V moderních pevně organizovaných a centralizovaných státech představují menšiny sociální i politický problém, a to v několika směrech:
- Předně jsou ohroženy spontánním i organizovaným tlakem většinové společnosti a státu, který se je snaží asimilovat, a to někdy i násilnými kroky. Proti tomu směřuje koncept menšinových práv, jež mezinárodní společenství (OSN, Rada Evropy aj.) prosazuje do různých mezinárodních dokumentů i do zákonodárství jednotlivých států.
- Za druhé však mohou významné a dobře organizované menšiny představovat vnitropolitický a sociální problém potud, pokud naopak ohrožují celistvost státu (viz iredenta).
- Neorganizované menšiny si mohou činit nárok na kolektivní menšinová práva, nicméně nemusí být jasné, kdo je jejich oprávněným (legitimním) mluvčím. Ani menšinová sdružení a spolky nemusí mít dostatečně širokou členskou základnu a jejich představitelé - i když byli řádně zvoleni - nejsou pak reprezentanty celé skupiny.